# City Kids
City Kids est un groupe de rock français, originaire du Havre, en Normandie. Formé en 1981, le groupe, inspiré par le rock australien et chantant intégralement en anglais, compte huit albums avant sa séparation en 1995. En 2008, le groupe se reforme et se produit au Cabaret Electric du Havre. En 2023, après dix-huit ans sans nouvel album, ils publient The leader of the world.

## Biographie
Alors que le mouvement punk décline et que les années 1970 se terminent, quatre musiciens qui ont assisté à l'émergence de nombreux groupes anglo-saxons dans leur ville, décident de jouer leur propre rock 'n' roll. Le groupe jouera pendant 15 ans tant en France qu'à l'international. Pendant son existence, le groupe, fortement inspiré par le rock australien, chante intégralement en anglais.
En 1981, ils jouent 25 concerts en Angleterre, jouant en première partie de Doctor Feelgood. En 1983, City Kids enregistre son premier album, intitulé The Name of the Game. Ils choisissent de le faire en public lors d'un concert à la salle « Franklin », de leur ville natale, Le Havre. The Name of the Game est produit par le chanteur du groupe australien Radio Birdman, Rob Younger et son ingénieur du son Alan Thorne au Trafalgar Studio. Ce premier vinyle sort sur leur propre label, City Kids Records.
En 1984, le groupe entre en studio pour enregistrer son deuxième album, l'éponyme City Kids. Il est de nouveau produit par Rob Younger en Australie avec son compère Alan Thorne qui vient de produire deux albums de deux groupes australiens, Hoodoo Gurus et Died Pretty. Ce deuxième album sort chez Closer Records, à cette période un tout nouveau label du Havre. Il sera distribué en Espagne, en Scandinavie, aux Pays-Bas, et exporté dans d'autres pays. En 1985, plusieurs tournées ont lieu en Espagne, en France, en Italie et aux Pays-Bas. En 1986, City Kids est en studio à Florence, en Italie, avec Alan et Rob en coproduction avec le label IRA pour l'enregistrement de leur troisième album The Orphans Parade, sorti en France chez Musidisc. Comme les deux albums précédents la pochette est signée du célèbre photographe américain William Klein qui réside à Paris. Sorti simultanément en France et en Italie, il sera distribué  en Espagne et dans d’autres pays européens.
Entre 1986 et 1987, City Kids effectue de nombreux concerts en France (dont le Zénith de Paris en ouverture pour Iggy Pop), en Italie et en Espagne. En 1988, City Kids sort une compilation de titres inédits, intitulée 1000 Soldiers, sortie chez Spliff, qui retrace les aventures du groupe dans différents studios et concerts à plusieurs époque de la vie du groupe.
En 1993, City Kids sort son cinquième album, Third Life. il sera enregistré au Havre et mixé en Australie par Alan Thorne. La même année, City Kids part en tournée avec Noir Désir dont il assure de nombreuses premières parties dans les grandes salles françaises dont l’Olympia à Paris et dans les grandes villes de France. Pendant cette tournée sera enregistré leur dernier album connu à ce jour sous la forme d’un City Kids Live enregistré à Royan. En 1995, après de nombreux concerts, le groupe se sépare à la fin de l’été,. De son côté, Dominique Comont enregistrera quatre albums et trois singles entre 1996 et 2008.
En 2008, City Kids se reforme et se produit au Cabaret Electric du Havre,,.Le groupe continue ensuite de jouer de façon sporadique.
En 2021, Le groupe décide de remastériser l'album "Orphans parade" afin de le publier en vinyle.C'est Dominique Blanc- Francard, le "magicien d'Hérouville" qui réalise ce mastering.Cette première rencontre va déboucher sur l'enregistrement d'un nouvel album qui sera achevé en 2022. The leader of the world sort en 2023.

## Membres
- Dominique Comont — chant, claviers
- Éric Houllemare — chant, basse (1980—1984)
- Erick « Erickson » Décure — basse (1984—1986)
- Christophe « Glitter » Paillette — basse (1986—1995)
- Stéphane « Paxo » Lesauvage — batterie
- Pascal Lamy — guitare

## Discographie

### Albums studio
- 1983 : The Name of the Game (City Kids Live)
- 1984 : City Kids, is it Love ?
- 1986 : The Orphans Parade
- 1987 : The Real Thing / Only Question
- 1989 : 1000 soldiers
- 1990 : Glass Cage / Thousand Soldiers
- 1993 : Third Life
- 1995 : City Kids Live
- 2023 : The leader of the world

### EP
- 1984 : City Kids (Closer Records)
- 1986 : The Real Thing (Accord)